# 2020년 비샤카파트남 가스 누출 사고
2020년 5월 7일 인도 안드라프라데시주 비샤카파트남에 있는 LG 폴리머스 공장에서 가스가 누출되는 사고가 발생하였다. 가스는 약 3킬로미터 (1.9 마일)의 반경에 걸쳐 확산되었으며, 5월 8일 오후 5시 (UTC) 기준 사망자 수는 13명이며 1,000 명 이상이 영향을 받았다.
인도 경찰은 폴리스티렌 수지를 생산하는 LG폴리머스 공장 내의 5,000t 용량의 탱크 두 곳으로부터 합성수지 원료로 쓰이는 스타이렌 가스가 샜다고 설명했다. 사고 경위에 대해서, 인도 경찰은 LG화학 측이 40여 일 만에 공장 원료 탱크를 재가동하는 과정에서 문제가 생겨 독성 물질이 누출된 것이라 보고 있다. 주 정부 조사 위원들은 냉방 시스템이 막히게 된 것이 공장의 가스 유출을 야기한 저장 탱크 온도 급상승의 원인으로 추정하고 있다.
YS 자간모한 레디 인도 안드라프라데시 주총리가 LG화학에 스타이렌 재고 전량(1만3000t)을 한국으로 반송하라고 명령했다. LG화학은 인도 공장의 스타이렌 재고를 전남 LG화학 여수 공장으로 옮긴다고 5월 12일 밝혔다.

## 조사
7월 6일 안드라프라데시 주 정부는 조사 위원회의 조사 결과에 대한 성명서를 발표했다. 성명에 따르면, 사고를 방지할 적절한 예방 체계가 없었고, 경보 사이렌 체계가 작동하지 않았다. 또한 안전 절차 준수 및 위급사항 적시 대응 절차가 미흡했다. 주 정부는 성명서에서 위원회 보고서는 경보 체계가 어떻게 작동하지 않았는지, 사이렌 소리는 왜 나지 않았는지에 대해 36차례나 언급했음을 강조했다.
7월 8일 비샤카파트남 시 경찰청장이 밝힌 바에 따르면, LG폴리머스 정선기 인도 법인장 및 김 모 기술고문 2 명의 한국인을 비롯한 12명의 LG폴리머스 임직원이 과실치사 등 혐의로 체포되었다. 이후 현지 법적 절차에 따라 구속되어, 구치소에 수감됐다. 경찰은 조사를 벌인 뒤 60일 이내에 기소 여부를 결정할 계획으로 알려졌다.

## 쟁점
인도 환경부는 5월 8일 LG폴리머스 측이 설비 확장 허가 승인을 받기 전에 규정을 위반해 가동했다는 잠정 조사 결과를 내놓았다. 이에 대해 LG폴리머스 측은 2006년 이전부터 설치 허가(CFE), 운영 허가(CFO) 등 환경 관련 인허가를 받은 상태라는 입장을 표했다. 또한 인도 정부가 2006년 환경 허가(EC)라는 새 규정을 도입했는데, LG폴리머스는 EC 취득 대상이 아니라는 점, 그럼에도 불구하고 인도 중앙정부로부터 확실한 판단을 받기 위해 자진 신고 신청을 진행하고 있었다는 점을 밝혔다.

## 같이 보기
- 보팔 가스 누출 사고